# 浄妙寺 (宇治市)
浄妙寺（じょうみょうじ）は、現在の京都府宇治市木幡にあった寺院。木幡寺とも呼ばれた。1007年（寛弘4年）に藤原道長によって建立され、藤原北家の重要人物を弔う菩提寺だったが、1462年（寛正3年）の土一揆で焦土となり廃絶したとみられる。

## 開基
藤原道長は、1005年（寛弘2年）に木幡三昧堂を、その後も多くの建物を建て、1007年に浄妙寺を完成させた。1005年10月の供養会には、道長や中関白家の藤原伊周、藤原隆家など多くの人が参加した。

## 発掘
1966年（昭和41年）に宇治市立木幡小学校建設が予定されることになり、1967年（昭和42年）1月26日から2週間の予定で学校予定地の試掘調査が行われた。終了予定の2日前に礎石1点が発掘されたことをきっかけに、三昧堂跡が発見された。その結果、小学校校舎は寺跡の南端よりさらに南に建設し、寺跡は校庭とし、遺跡全体は校庭地下に保存することとなった。
この後、浄妙寺は2度の再発掘が行われ、1回目は1990年（平成2年）、2回目は2003年（平成15年）度から4か年計画で、いずれも夏休み期間中のみに実施された。